# WTA Bali
Das WTA Bali (offiziell: Commonwealth Bank Tennis Classic) war ein Damen-Tennisturnier der WTA Tour, das in Nusa Dua auf Bali ausgetragen wurde. Es war Nachfolger des WTA-Turniers von Kuala Lumpur.
Von 2009 bis 2011 fand auf Bali das Tournament of Champions statt.

## Siegerliste

### Einzel
| Jahr | Siegerin           | Finalgegnerin       | Ergebnis       |
| ---- | ------------------ | ------------------- | -------------- |
| 2001 | Angelique Widjaja  | Joannette Kruger    | 7:62, 7:64     |
| 2002 | Swetlana Kusnezowa | Conchita Martínez   | 3:6, 7:64, 7:5 |
| 2003 | Jelena Dementjewa  | Chanda Rubin        | 6:2, 6:1       |
| 2004 | Swetlana Kusnezowa | Marlene Weingärtner | 6:1, 6:4       |
| 2005 | Lindsay Davenport  | Francesca Schiavone | 6:2, 6:4       |
| 2006 | Swetlana Kusnezowa | Marion Bartoli      | 7:5, 6:2       |
| 2007 | Lindsay Davenport  | Daniela Hantuchová  | 6:4, 3:6, 6:2  |
| 2008 | Patty Schnyder     | Tamira Paszek       | 6:3, 6:0       |

### Doppel
| Jahr | Siegerinnen                             | Finalgegnerinnen                           | Ergebnis           |
| ---- | --------------------------------------- | ------------------------------------------ | ------------------ |
| 2001 | Evie Dominikovic Tamarine Tanasugarn    | Janet Lee Wynne Prakusya                   | 6:74, 6:2, 6:3     |
| 2002 | Cara Black Virginia Ruano Pascual       | Swetlana Kusnezowa Arantxa Sánchez Vicario | 6:2, 6:3           |
| 2003 | María Vento-Kabchi Angelique Widjaja    | Émilie Loit Nicole Pratt                   | 7:5, 6:2           |
| 2004 | Anastassija Myskina Ai Sugiyama         | Swetlana Kusnezowa Arantxa Sánchez Vicario | 6:3, 7:5           |
| 2005 | Anna-Lena Grönefeld Meghann Shaughnessy | Yan Zi Zheng Jie                           | 6:3, 6:3           |
| 2006 | Lindsay Davenport Corina Morariu        | Natalie Grandin Trudi Musgrave             | 6:3, 6:4           |
| 2007 | Ji Chunmei Sun Shengnan                 | Jill Craybas Natalie Grandin               | 6:3, 6:2           |
| 2008 | Hsieh Su-wei Peng Shuai                 | Marta Domachowska Nadja Petrowa            | 6:74, 7:63, [10:7] |